# Apoteksbestyrer
En apoteksbestyrer er en midlertidigt indsat person, der fungerer som overordnet leder af et apotek.
Når bevillingen til at drive et apotek bliver ledig og den pågældende apoteker går af, skal der indsættes en apoteksbestyrer til at drive apoteket, indtil en ny apoteker bliver udpeget af Farmakonomforeningen, Danmarks Apotekerforening og Pharmadanmark og udnævnt af Sundhedsministeriet.
I tilfælde af at en apoteker på grund af sygdom eller lignende er fraværende fra sit apotek i en sammenhængende periode på over tre måneder, skal der ligeledes indsættes en midlertidig apoteksbestyrer.
Apoteksbestyrere er – ligesom apotekere – underlagt Sundhedsvæsenets Patientklagenævn og samlet i Danmarks Apotekerforening.
| Apoteksvæsen | Spire Denne artikel om apoteksvæsen er en spire som bør udbygges. Du er velkommen til at hjælpe Wikipedia ved at udvide den. |